# Дан I
Дан I (рум. Dan I; 1354 — 23 сентября 1386) — пятый воевода Валахии из династии Басарабов (1383—1386), старший сын и преемник валашского воеводы Раду I. Родоначальник ветви Басараб-Данешти.

## Биография
В 1383 году после смерти своего отца Раду I Дан I занял валашский господарский престол. Заключил союз с Венгрией и вел безуспешную войну в Болгарии за обладание Тырново. 23 сентября 1386 года валашский воевода Дан I погиб в битве с тырновским царем Иваном Шишманом, которого поддерживали турки-османы.